# Giuseppe Borea
Giuseppe Borea (Piacenza, 4 luglio 1910 – Piacenza, 9 febbraio 1945) è stato un presbitero e partigiano italiano Parroco di Obolo di Gropparello, Cappellano Militare e capo-servizio della divisione del CVL Val d'Arda durante la guerra di liberazione nella zona delle montagne della Val d’Arda in provincia di Piacenza.
Venne arrestato da reparti della Guardia Nazionale Repubblicana (GNR) con l'accusa di aver aderito al movimento partigiano  e con altre accuse diffamatorie riguardanti la sua vita privata, poi rivelatesi infondate. Dopo il suo arresto, fu sottoposto ad un processo sommario e condannato a morte. Venne fucilato presso il recinto del Cimitero di Piacenza da un reparto della GNR.

## Biografia

### Periodo formativo
Era figlio di Paolo, impiegato pubblico e Isoletta Scala, maestra elementare. Venne avviato al sacerdozio dallo zio,  monsignor Riccardo Scala, parroco a Piacenza.
Ricevette la consacrazione il 28 marzo 1936. Di seguito divenne curato prima a Morfasso e poi a Bardi.  Nel 1937 ricoprì l'incarico di rettore a Obolo, nel comune di Gropparello, dove rimarrà fino al 28 gennaio 1945, data del suo arresto.

### La vita a Obolo e la Resistenza
Venne chiamato a reggere la parrocchia della piccola frazione di Obolo nell'estate del 1937 dove viene ricordato per essere stato promotore della costruzione della linea elettrica che permise alle case della frazione di avere la luce.
Dimostrò la sua insofferenza verso il fascismo, creando attività alternative alle parate di regime, organizzando in contemporanea spettacoli teatrali e incontri pubblici. Ciò gli attirò il sospetto dei fascisti e gli costò nel 1942 una denuncia come "sovversivo" e l'arresto con l'accusa di propaganda antifascista. e deferito al Tribunale speciale. La caduta di Mussolini gli evitò il processo e gli valse la liberazione.
Dopo l'8 settembre 1943, aderì alla resistenza, insieme ai fratelli Carlo e Camillo. Diventò cappellano militare della 38ª brigata della Divisione Valdarda CVL comandata da Giuseppe Prati e assunse il nome di battaglia di "Pius". Nel gennaio del 1945 assunse anche l'incarico di Capo-servizio religioso della Divisione, di grado pari a capitano. La sua canonica fu usata come nascondiglio per fuggiaschi, profughi e partigiani e per la distribuzione e occultamento della stampa e altro materiale clandestino. Si occupò dell’assistenza spirituale dei partigiani, ma anche di quella dei loro nemici che via via vennero fatti prigionieri negli improvvisati campi di prigionia di montagna, il principale nella località di Colombello. Si troverà coinvolto il 4 giugno del 1944 nel rastrellamento in località Monte Lana, il primo che causò morti nella resistenza piacentina. Prestò quindi servizio nell'ospedale partigiano allestito a Bramaiano di Bettola e fece da garante e mediatore in numerosi scambi di prigionieri. Nel luglio del '44 venne arrestato durante un rastrellamento, ma riuscì ad evadere e a tornare sulle montagne e a riprendere le sue attività nella resistenza. Le autorità di polizia repubblichine lo inclusero nell'elenco dei capi partigiani più ricercati e da trattare con la più estrema severità. Si trovò coinvolto, svolgendovi le attività religiose proprie di un cappellano militare, anche in una imboscata al Passo dei Guselli che il 4 dicembre 1944 costò la vita a 33 partigiani e nei rastrellamenti avvenuti nel giorno dell'epifania 1945 che provocarono circa 250 morti e 300 feriti, più decine di vittime e di deportati fra la popolazione civile. La canonica della sua chiesa di Obolo venne utilizzata regolarmente come bivacco delle truppe nazifasciste, con grande pericolo a causa del materiale clandestino ivi nascosto. La difficoltà di gestione della situazione e le violenze della guerra provocarono nel sacerdote una profonda sofferenza e prostrazione, sia emotiva che fisica.

### L'arresto, il processo e la esecuzione
Il 28 gennaio 1945, a causa di una delazione, don Borea viene arrestato da una squadra della Guardia Nazionale Repubblicana di Piacenza presso la canonica di Obolo, dove decise di restare nonostante la parrocchiana signora Pina Mutti lo avvisasse dell'imminente arrivo della GNR. Venne così portato in questura a Piacenza dove gli vennero comunicati diversi capi d'accusa. Le accuse che gli vennero rivolte erano gravissime: "aver indossato la divisa da partigiano e avere militato contro la nazione al soldo dello straniero", "aver inoltrato in quel di Brescia alcune radio clandestine", "aver infierito contro un milite prigioniero dei partigiani che sarebbe stato fucilato davanti al preventorio Rocco Chiapponi di Bettola". 
Venne anche accusato di atti immorali per aver sessualmente abusato della sorella che smentì subito categoricamente sia le accuse sia di avere presentato denuncia in tal senso come sostenuto dall'istruttoria e in seguito riferirà di non essere mai stata sentita o convocata dalle autorità inquirenti e dal tribunale.
Il 30 gennaio venne trasferito al carcere di Piacenza dove rimase fino alla fine del processo tenutosi presso il Tribunale Militare. Monsignor Francesco Castagnetti fu incaricato dall'autorità ecclesiastica di intervenire preso i centri di potere di Piacenza perché si procedesse contro di lui con equità, comprensione e moderazione. In un incontro con il Questore che stava istruendo il processo, lo esortò ad appurare i fatti con esattezza, e gli ricordò che si tenesse conto delle difficoltà emotive e fattuali in cui don Borea si trovava ad operare e che costituiva un grande motivo per le attenuanti e che don Borea era suddito anche dell'Autorità ecclesiastica e che in proposito il Concordato stabiliva procedure speciali che andavano rispettate. Monsignor Castagnetti negli atti raccolti da Domenico Ponzini e riferiti nel convegno dell'Università cattolica di Piacenza nel 2015, riferisce di aver subito avuto l'impressione che il verdetto era già stato deciso e la condanna esemplare di don Borea doveva servire da esempio e monito per gli altri sacerdoti perché non manifestassero simpatia o dessero aiuto ai partigiani. L'arresto e il processo ebbero perciò grande eco nella stampa locale e sul giornale fascista "la scure" dove viene ribattezzato "don Boia". All'imputato verranno anche negati i diritti di difesa e ricusati i suoi avvocati Baldi e Conti, e gli verrà dato un avvocato d'ufficio, maggiore della Milizia dott. Ambrogio Ginanneschi. 
Il 6 febbraio 1945 si chiuse l'istruttoria.
Dopo aver concesso in un primo momento di accogliere testimoni a discolpa l’inchiesta viene chiusa dal questore negando questa possibilità, Cominciò così il processo. L'avvocato Ginanneschi che avrebbe dovuto mostrarsi compiacente con l'accusa, resosi conto che la sentenza era già stata decisa, si lanciò invece in una appassionata difesa che gli costò poi l'espulsione dal partito, sostenendone la non punibilità sia per la evidente innocenza dalle accuse più gravi, sia per i vizi formali e le irregolarità testimoniali e procedurali di tutto il processo e la negazione dei diritti spettanti all'imputato.  Durante l'interrogatorio dell'accusa don Borea ammise il sostegno alla resistenza, ma rigettò tutte le altre accuse soprattutto quelle di carattere sessuale e morale. La sentenza fu emessa la sera del giorno stesso e il 7 febbraio venne pronunciata la condanna a morte per fucilazione. Subito dopo la sentenza monsignor Sgorbati, vicario generale della diocesi scrisse una supplica di grazia a Benito Mussolini, che fu subito recapitata al comando militare di Alessandria al generale Delogu, che si rifiutò di inoltrarla per evitare che un eventuale gesto di benevolenza del duce annullasse l'esecuzione, che doveva appunto sortire il suo effetto di monito esemplare presso il clero e la popolazione. Dopo la fine della guerra, nel settembre del 1945, per questa sua ingerenza il generale Delogu verrà deferito alla corte di assise straordinaria istituita per verificare e giudicare i crimini di guerra.
Il pomeriggio del 9 febbraio 1945 don Borea venne condotto al cimitero di Piacenza per l'esecuzione della pena tramite fucilazione. Rifiutate la sedia e la benda, il cappellano perdonò i suoi carnefici. Il suo testamento così si concludeva: "Abbraccio tutti quanti in Cristo: il mio Vescovo, i Sacerdoti della mia Diocesi, la mia mamma, lo Zio amatissimo, i fratelli, le sorelle, i parenti. Arrivederci in Cielo. Desidero come estremo conforto e come onore di riposare nel cimitero della mia Parrocchia dove ho deposto tante vittime. Viva Gesù, Viva Maria" Colpito da otto pallottole, don Borea fu finito con un colpo alla nuca.
Per evitare il ricordo dell'esempio e del martirio, il sacerdote fu sepolto in una fossa comune e le milizie fasciste si recarono presso la canonica di Obolo con l'intenzione di eliminare anche lo zio don Riccardo Scala che si era preso cura della chiesa e i fratelli partigiani di Don Borea, senza però trovarli. A fine della guerra la salma fu traslata nella cappella della casa del clero di Piacenza e presso la chiesa di Obolo fu posta una lapide in sua onore.
A don Giuseppe Borea sono state conferite le onorificenze della "medaglia d'argento al valor militare" e la "medaglia d'oro alla memoria", consegnata alla famiglia nel 1977. Una lapide in suo ricordo è stata collocata sulla facciata del Municipio di Gropparello.  Gli sono inoltre state intitolate tre vie in comuni della Provincia di Piacenza.